# 가미카와군 (도카치국)

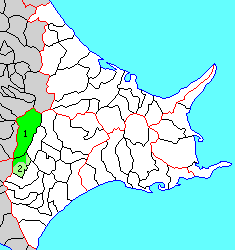
가미카와 군의 위치

가미카와군(일본어: 上川郡)은 일본 홋카이도 도카치 종합진흥국(구 도카치 지청)의 군이다. 군명은 도카치 강의 상류에 위치하는 데에서 명명되었다. 서쪽에 인접하는 이시카리국 가미카와 군과는 다이세쓰 산을 사이에 두고 접하고 있다.
인구 14,196명, 면적 1,466.08km², 인구밀도 9.68명/km².(2025년 2월 28일, 주민기본대장인구)
이하 2정으로 구성된다.
- 신토쿠정(新得町)
- 시미즈정(清水町)

## 역사
에도 시대의 가미카와 군역은 마쓰마에번에 의해 설치된 트카치 장소에 포함되었다. 에도 시대 후기, 가미카와 군역은 동 에조치에 속하고 있었다. 1799년에 국방을 위해 가미카와 군역은 천령이 되었다. 1869년 가미카와 군이 두어졌고 홋카이도 도카치국에 속했다

## 같이 보기
- 가미카와 군 (이시카리 국)
- 가미카와 군 (데시오 국)